# La morte di Artù
La morte di Artù (in francese medio Le Morte Darthur, in francese e inglese Le Morte d'Arthur) è un'opera scritta da sir Thomas Malory nel XV secolo, mettendo insieme diversi romanzi francesi e inglesi su re Artù, anche se contiene del materiale originale realizzato da Malory (come la storia di Gareth) e alcune sue personali interpretazioni di questi antichi racconti. Il titolo originale scelto da Malory era The Hoole Book of Kyng Arthur and of His Noble Knyghtes of The Rounde Table (lett. "Il libro completo su re Artù e i suoi nobili cavalieri della Tavola Rotonda"), ma dopo la sua morte l'editore cambiò il titolo in quello conosciuto ancora oggi, che inizialmente indicava l'ultimo volume dell'opera.
Pubblicato per la prima volta nel 1485 da William Caxton, La morte di Artù è forse l'opera arturiana in inglese oggi più conosciuta. Fino a prima della scoperta del manoscritto di Winchester nel 1934, l'edizione del 1485 era considerata il testo più antico conosciuto di quest'opera e il più vicino alla traduzione e compilazione di Malory. Le edizioni moderne variano inevitabilmente, cambiando la grafia o la grammatica per la convenienza dei lettori. L'opera viene utilizzata da molti scrittori moderni come fonte.

## Storia

### Autore
L'esatta identità dell'autore de La morte di Artù è stata a lungo oggetto di speculazioni, poiché almeno sei personaggi storici portavano il nome di "Sir Thomas Malory" (in varie grafie) durante la fine del XV secolo. Nell'opera l'autore si descrive come "Cavaliere prigioniero Thomas Malleorre" ("Sir Thomas Maleore", secondo l'editore William Caxton). Questo è preso come prova a sostegno dell'identificazione più ampiamente accettata dagli studiosi: che l'autore fosse Thomas Malory nato nell'anno 1416, da Sir John Malory di Newbold Revel nel Warwickshire in Inghilterra.
Sir Thomas ereditò la tenuta di famiglia nel 1434, ma nel 1450 era completamente impegnato in una vita da criminale. Già nel 1433 fu accusato di furto, ma le accuse più gravi contro di lui includevano quella del tentato omicidio di Humphrey Stafford, I duca di Buckingham, un'accusa di almeno due stupri, e che aveva attaccato e derubato l'Abbazia di Coombe.
Malory fu arrestato e imprigionato per la prima volta nel 1451 per l'imboscata di Buckingham, ma fu rilasciato all'inizio del 1452. A marzo era tornato nella prigione di Marshalsea e poi a Colchester, scappando in più occasioni. Nel 1461 ricevette il perdono dal re Enrico VI, tornando a vivere nella sua tenuta. Sebbene originariamente alleato alla Casa di York, dopo il suo rilascio Malory cambiò la sua fedeltà alla Casa di Lancaster. Ciò lo portò ad essere imprigionato ancora una volta nel 1468 quando guidò uno sfortunato complotto per rovesciare il re Edoardo IV. Fu durante questo ultimo periodo nella prigione di Newgate a Londra che si crede abbia scritto La Morte di Artù. Malory fu rilasciato nell'ottobre 1470, quando Enrico VI tornò al trono, ma morì solo cinque mesi dopo.

### Fonti
Come ha scritto Elizabeth Bryan sul contributo di Malory alle leggende arturiane nella sua introduzione a un'edizione moderna di Le Morte d'Arthur, «Malory non ha inventato le storie di questa raccolta, ma le ha tradotte e compilate. Malory infatti ha tradotto storie che esistevano già nella prosa francese del XIII secolo (il cosiddetto francese antico dei Romanzi della Vulgata) e le ha raccolte insieme alle fonti scritte in inglese medio (l'Alliterative Morte Arthure e la Stanzaic Morte Arthur) per creare questo testo».
All'interno della sua narrazione, Malory si riferisce ad esse designandole al singolare, "Freynshe booke", o con un non specificato "other books". Oltre al vasto ciclo della Vulgata nelle sue diverse varianti, così come ai poemi inglesi Morte Arthur e Morte Arthure, gli altri testi originali di Malory sono stati identificati come diversi romanzi cavallereschi francesi indipendenti, tra cui Erec et Enide, L'âtre périlleux, Perlesvaus, e Yvain il cavaliere del leone (o la sua versione inglese, Ywain et Gawain), così come la English Chronicle di John Harding. Il poema inglese The Weddynge of Syr Gawen è incertamente considerato solo come un'altra di queste fonti, o forse in realtà è opera di Malory. Le sue varie altre fonti potrebbero aver incluso un manuale militare romano del V secolo, il De re militari di Vegezio.

### Pubblicazione

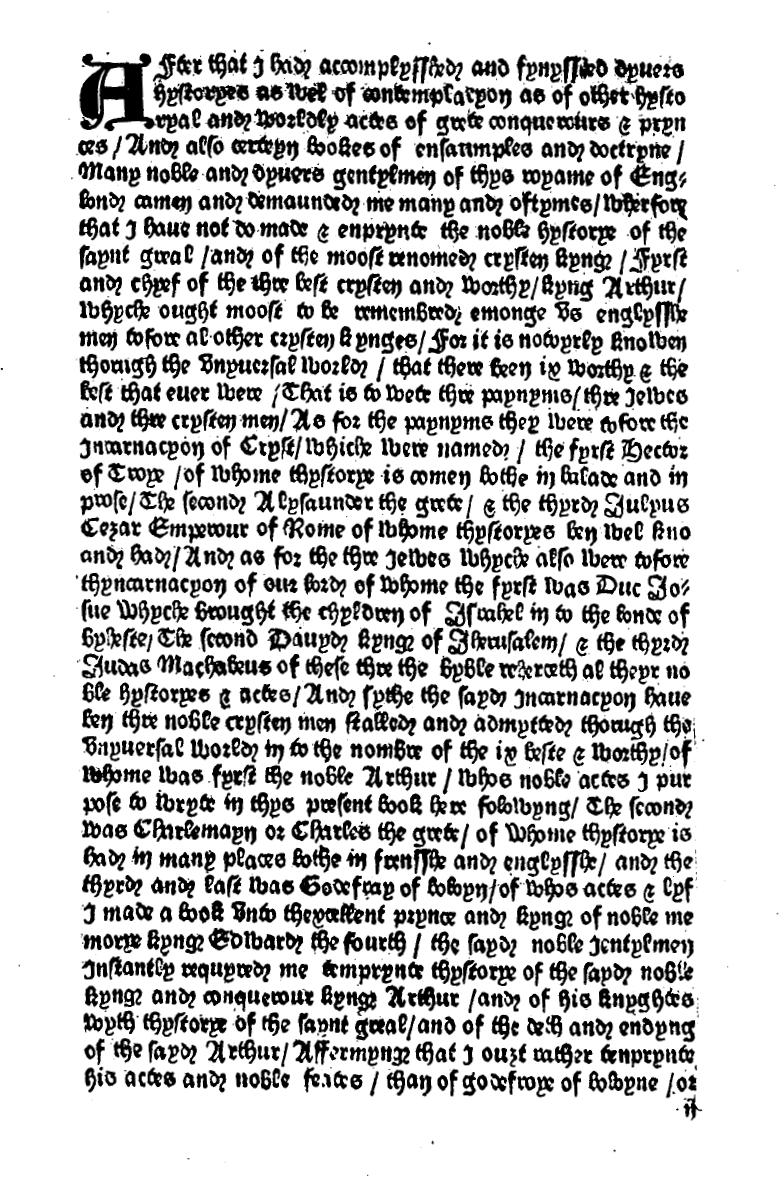
prima pagina della Morte di Artù pubblicata da William Caxton nel 1485.

Malory chiamò l'intera opera The Hoole Book of Kyng Arthur and of His Noble Knyghtes of The Rounde Table, ma William Caxton cambiò il titolo in quello comunemente noto oggi, che originariamente si riferiva solo al volume finale dell'opera. La pubblicazione dell'opera di Chaucer (altro autore molto famoso in quel periodo) da parte di Caxton fu un precursore della sua pubblicazione de Le Morte d'Arthur di Malory. Caxton ha separato gli otto libri originali di Malory in 21 libri; ha suddiviso i libri in un totale di 507 capitoli, aggiungendo un riassunto di ogni capitolo e un colophon all'intero libro.
La prima stampa dell'opera di Malory fu fatta da Caxton nel 1485. Si conoscono solo due copie di questa stampa originale, nelle collezioni della Morgan Library & Museum di New York e della John Rylands Library a Manchester. Il testo si dimostrò popolare e fu ristampato nel 1498 e nel 1529 con alcune aggiunte e modifiche da Wynkyn de Worde, che successe alla stampa di Caxton. Altre tre edizioni furono pubblicate prima della guerra civile inglese: William Copland (1557), Thomas East (1585) e William Stansby (1634), ognuna delle quali conteneva ulteriori modifiche ed errori (compresa l'omissione di un intero foglio). Da allora in poi, il libro è passato di moda fino al Romanticismo, quando ci fu il risveglio dell'interesse per la cultura medievale.

### Il manoscritto di Winchester
Il preside del Winchester College Walter Fraser Oakeshott scoprì una copia del manoscritto, precedentemente sconosciuta, dell'opera di Malory nel giugno 1934, durante la catalogazione della biblioteca del college. I resoconti dei giornali annunciarono che ciò che Caxton aveva pubblicato nel 1485 non era esattamente ciò che Malory aveva scritto. Oakeshott pubblicò The Finding of the Manuscript nel 1963, raccontando l'evento iniziale e la sua realizzazione che «questo era davvero il Malory», con «prove sorprendenti di revisione» nell'edizione Caxton. Questo manoscritto è ora nella collezione della British Library.
Lo studioso di Malory Eugène Vinaver ha esaminato il manoscritto poco dopo la sua scoperta. Oakeshott fu incoraggiato a produrre lui stesso un'edizione, ma cedette «il progetto a Vinaver già suddiviso in libri e sezioni». Vinaver fece un confronto esauriente del manoscritto con l'edizione di Caxton e raggiunse conclusioni simili. L'esame microscopico ha rivelato che le macchie di inchiostro sul manoscritto Winchester sono offset di pagine appena stampate impostate nel carattere di Caxton, il che indica che il manoscritto di Winchester era nella tipografia di Caxton. Si crede che il manoscritto sia, nel complesso, più vicino all'originale di Malory; inoltre non ha le divisioni di libri e capitoli per le quali Caxton si prende il merito nella sua prefazione. Il manoscritto è stato digitalizzato da un team giapponese, che osserva che «il testo è imperfetto, poiché il manoscritto è privo del primo e dell'ultimo fascicolo e di pochi fogli. La caratteristica più sorprendente del manoscritto è l'ampio uso di inchiostro rosso».
Nella sua pubblicazione del 1947 di "Le opere di Sir Thomas Malory", Vinaver sostenne che Malory non scrisse un singolo libro, ma piuttosto una serie di racconti arturiani, ognuno dei quali è un'opera internamente coerente e indipendente. Tuttavia, William Matthews ha sottolineato che i racconti successivi di Malory fanno frequenti riferimenti agli eventi precedenti, suggerendo che l'autore avrebbe voluto che i racconti fossero più coerenti, ma non aveva sufficientemente rivisto l’intero testo per raggiungere questo obiettivo. Da ciò si è determinato un ampio dibattito nel mondo accademico, alla fine del XX secolo, su quale versione sia superiore, la stampa di Caxton o la visione originale di Malory.

## Panoramica

### Stile
Come altre prose inglesi del XV secolo, Le Morte d'Arthur è stata fortemente influenzata dagli scritti francesi, ma Malory li fonde con altri versi inglesi e forme di prosa. L'inglese medio di Le Morte d'Arthur è molto più vicino al primo inglese moderno rispetto all'inglese medio de I racconti di Canterbury di Geoffrey Chaucer; se l'ortografia è modernizzata, si legge quasi come un inglese Elisabettiano. Dove i Canterbury Tales sono in medio inglese, Malory tende «una mano a Chaucer e una a Spenser», costruendo un manoscritto difficile da collocare in una categoria. La scrittura di Malory può spaccare le varie opinioni oggi: a volte è stata vista come semplicistica da un punto di vista artistico, "vagante" e piena di ripetizioni, ma ci sono anche opinioni opposte, come di quelli che la considerano una «realizzazione estetica suprema». Poiché il terreno da percorrere è così lungo, Malory usa spesso «così e allora» per trasferire la sua rivisitazione delle storie, che diventano episodi invece di istanze che possono reggersi da sole.

### Ambiente e temi
La maggior parte degli eventi si svolge in una versione fantasy storica della Gran Bretagna e della Francia in un momento imprecisato (a volte, la trama si avventura più lontano, a Roma e Sarras, e ricorda i racconti biblici dall’antico Vicino Oriente). Il romanzo è ambientato tra il V e il VI secolo d.C. (il periodo della distruzione dell'Impero Romano) tuttavia il racconto di Malory contiene molti anacronismi e non fa un minimo sforzo per rendere storicamente accurata la sua storia, anche più delle sue fonti.
I primi autori di romanzi arturiani hanno già descritto i tempi dei secoli bui di Artù come un mondo familiare, in stile Alto-Basso Medievale di cavalieri in armatura e grandi castelli che prendono il posto dei legionari britannici e delle fortezze della Britannia Post-romana. Malory ha ulteriormente modernizzato la leggenda fondendo la Gran Bretagna celtica con il suo contemporaneo Regno d'Inghilterra (ad esempio identificando esplicitamente Logres come Inghilterra, Camelot come Winchester, e Astolat come Guildford) e, in modo completamente astorico, sostituendo gli invasori Anglosassoni (elemento fondamentale di quasi tutti i romanzi e poemi arturiani) della leggenda con i Turchi Ottomani e i Franchi dando ad Artù un ruolo di difensore contro i nemici pagani stranieri. Anche se Malory ricorda un'epoca di visione idealizzata del cavalierato, con cavallereschi codici d'onore e tornei, le sue storie mancano di menzioni della vita agricola o del commercio. Come notato da Ian Scott-Kilvert, i personaggi «consistono quasi interamente di combattenti, le loro mogli o amanti, con un impiegato occasionale o un incantatore, una fata o un demone, un gigante o un nano» e «il tempo non funziona sugli eroi di Malory».

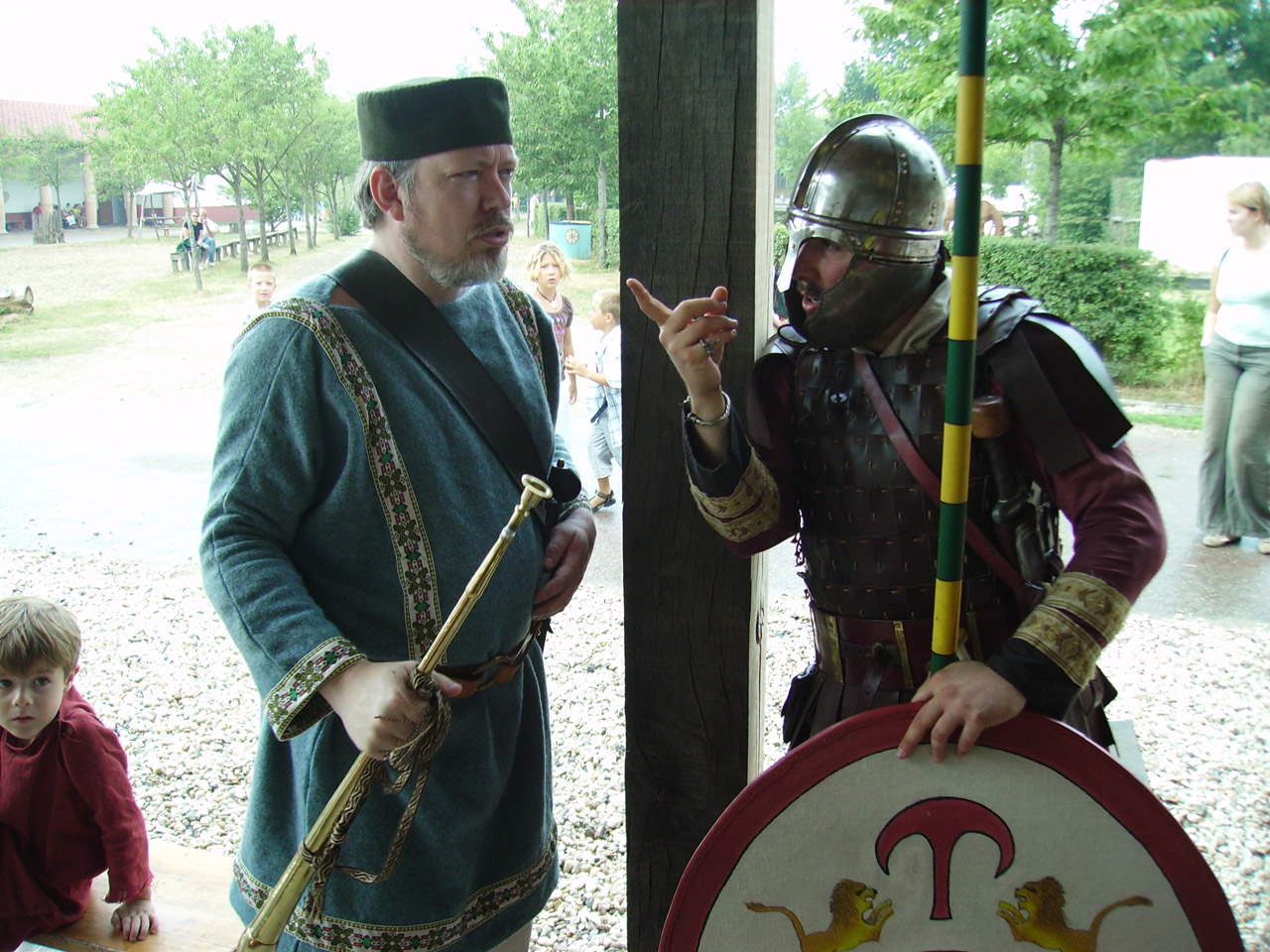
Rievocazione storica di un nobile e legionario del tardo Impero romano, in particolare del V secolo (presenti anche nella Britannia post-romana) questa tipologia di vestiario e armamento dovrebbe essere dello stesso tipo che portavano Artù e i cavalieri della Tavola Rotonda. Ma Malory al posto di rappresentarli in maniera storicamente accurata li descrive come dei guerrieri del XV secolo.

### Divisione dei libri
Caxton divise l'opera negli attuali 21 libri di 507 capitoli, per rendere l'opera più leggibile, mentre in origine c'erano 8 storie principali:
- Nascita e crescita di Artù;
- La guerra di Artù contro i romani;
- Il libro di Lancillotto;
- Il libro di Gareth (fratello di Gawain);
- Tristano e Isotta;
- La ricerca del Santo Graal;
- La relazione tra Lancillotto e Ginevra;
- La rottura tra i cavalieri della Tavola Rotonda e la morte di Artù.

## Sinossi

### 1° Libro (Caxton I-IV)
«Ahime, perché vi inginocchiate davanti a me, voi che siete mio padre e mio fratello?» chiese loro Artù.
«No, mio signore, non è così. Io non sono vostro padre e non sono nemmeno del vostro stesso sangue. Vedo che discendete da un lignaggio ben più nobile di quanto credessi.»»
(La morte di Artù, primo libro. Discorso tra Sir Ector e il giovane Artù, dopo che egli ha estratto la spada dalla roccia.)
Il re di Britannia Uther Pendragon venne travolto dalla passione per la moglie del duca di cornovaglia Gorlois, la bella Igraine. Per questa ragione tra i due uomini scoppiò una guerra. Quindi Uther chiede aiuto al Mago Merlino che, su richiestà del re, usa la sua magia per dargli le sembianze di Gorlois, in modo che potesse entrare a Tintagel (la roccaforte di Gorlois) e giacere con Igraine.

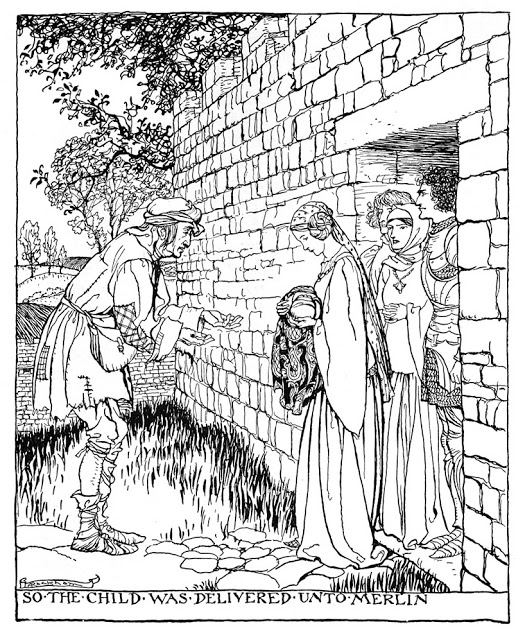
«Così il bambino è stato consegnato a Merlino». Illustrazione di Arthur Rackham. pubblicata nel 1920 da Macmillan a New York.

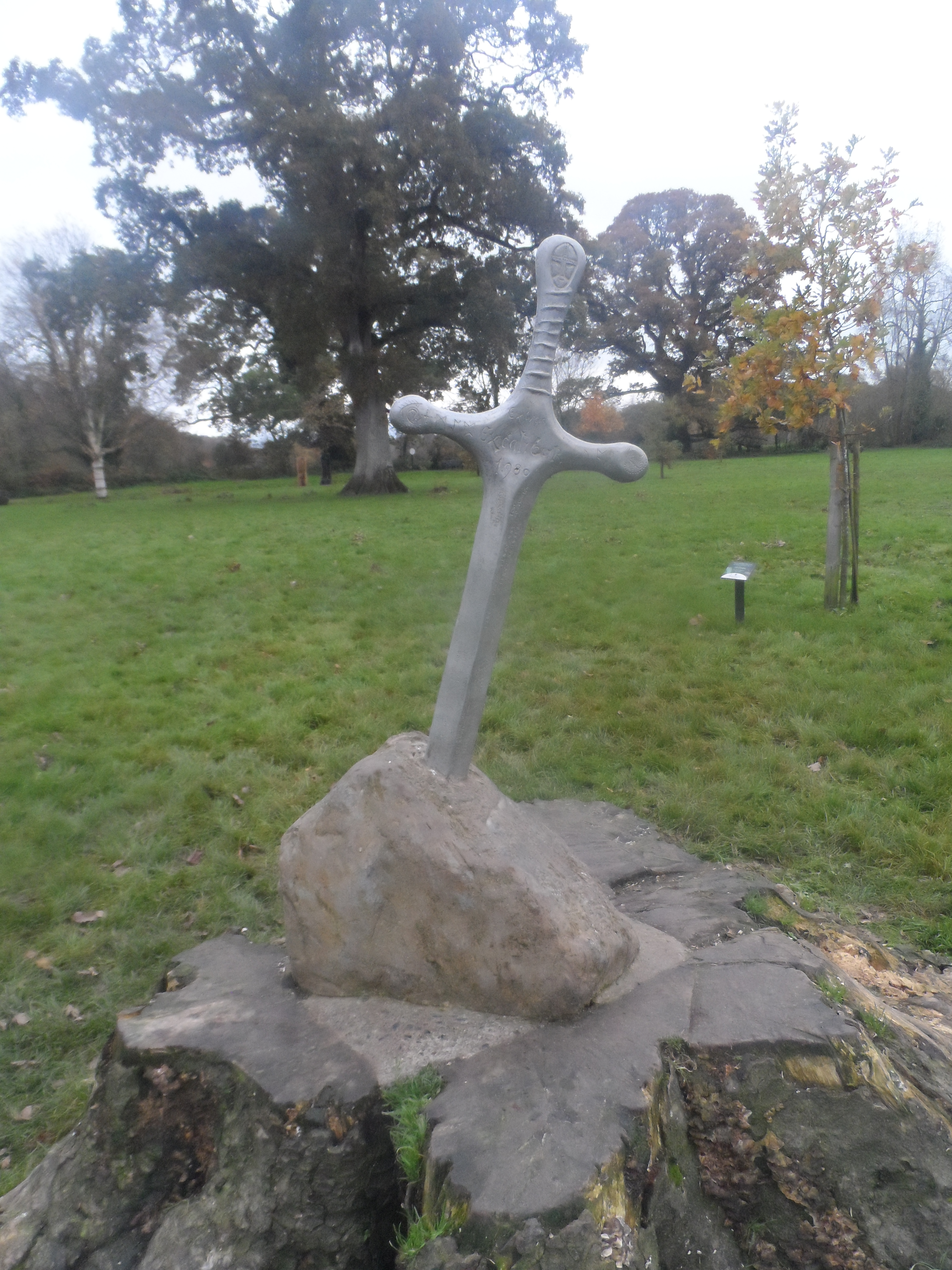
La scultura della Sword in the Stone, a Cahir.

Nel corso della notte la donna concepì Artù, mentre il marito Gorlois veniva ucciso dagli uomini di Uther. Merlino però in cambio dell'aiuto dato a Uther prese il piccolo Artù per portarlo da Sir Ector per essere segretamente allevato nel paese dopo la morte di Uther. Anni dopo, l'ormai adolescente Artù diventa improvvisamente il sovrano della Britannia nella gara organizzata da Merlino, quando rimuove la spada dalla roccia (una spada che appare improvvisamente conficcata in una roccia dietro una chiesa, la spada porta la famosa iscrizione: «COLUI CHE ESTRARRÀ QUESTA SPADA DALLA ROCCIA E DALL’INCUDINE È IL LEGITTIMO RE DI TUTTA LA BRITANNIA»).
Appena incoronato Artù e i suoi seguaci, tra cui re Ban e re Bors, continuano a combattere contro rivali e ribelli, vincendo infine la guerra nella grande battaglia di Bedegraine. 

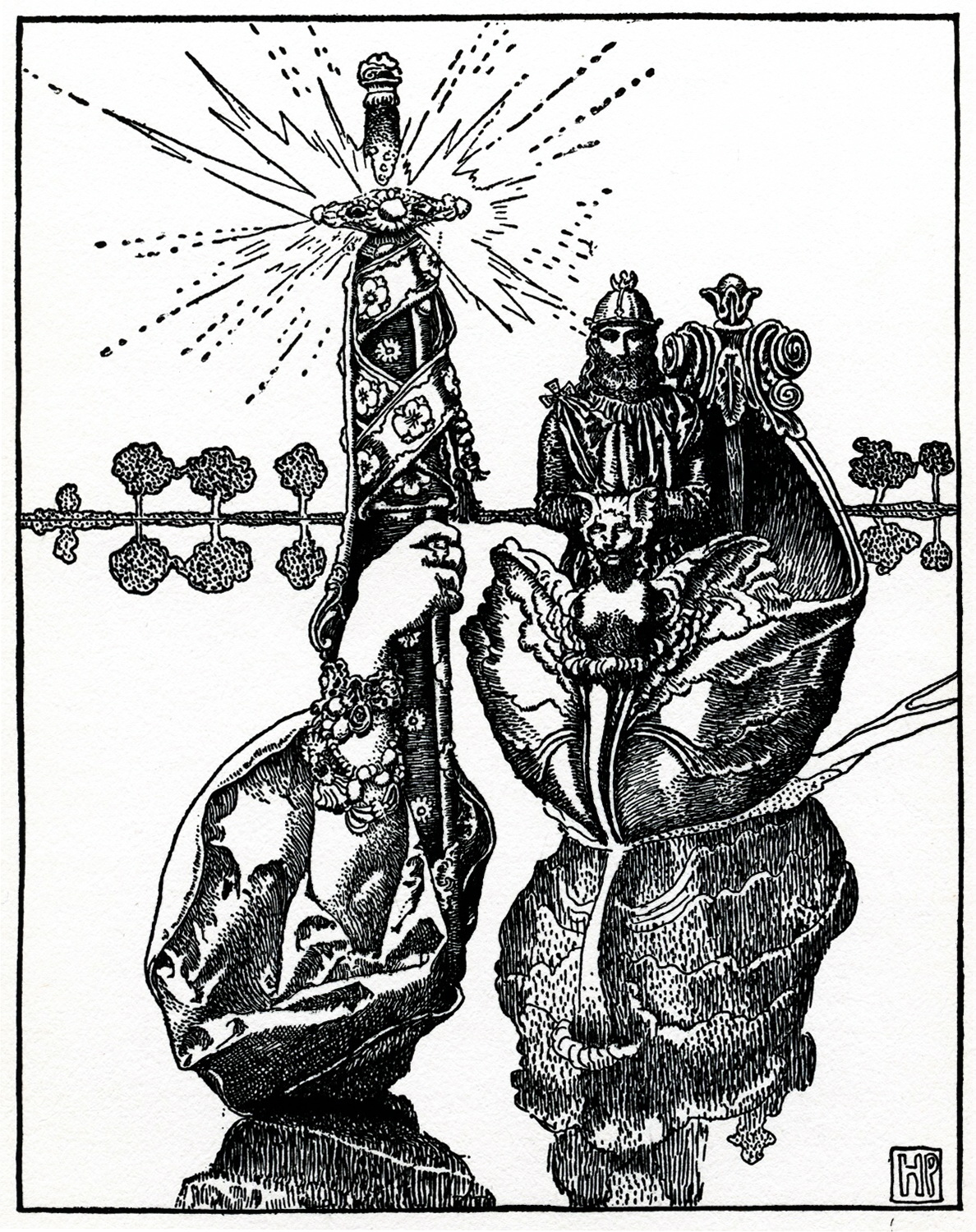
Artù riceve Excalibur dalla Dama del Lago, illustrazione di Howard Pyle.

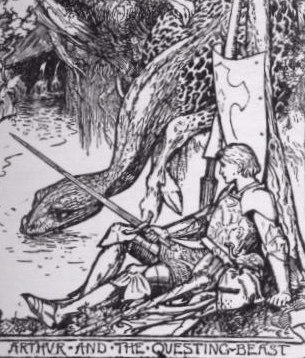
Arthur and the Questing Beast, illustrazione di Henry Justice Ford, contenuta nella pubblicazione King Arthur: Tales of the Round Table, opera di Andrew Lang.

In seguito Artù giace con una nobile di nome Morgause, poi si addormenta in una foresta e prima sogna il suo regno andare in rovina, poi al suo risveglio vede una strana bestia (una sorta di chimera di nome Glatisant) che si dilegua poco dopo. Merlino gli rileva che Morgause è sua sorella e che un bambino nato il primo di maggio causerà la rovina del suo regno.
Artù poi combatte contro il cavaliere Sir Pellinor, ma in questo brutale scontro Artù spezza la sua spada, quindi si reca dalla Dama del Lago per ricevere la spada Excalibur (spada dotata di un fodero magico che impedisce il sanguinamento al portatore in caso di ferite).
Con il suo trono al sicuro, Artù sposa la giovane principessa Ginevra ed eredita la Tavola Rotonda da suo padre, il re Leodegrance. Quindi raduna i suoi principali cavalieri, inclusi alcuni dei suoi ex nemici che ora si sono uniti a lui, nella sua capitale Camelot e stabilisce la comunione della Tavola Rotonda come tutti giurano sul giuramento pentecostale come guida per la condotta cavalleresca.
Dopo, Artù dà l'ordine di uccidere tutti i bambini nati il primo di maggio, ma un solo bambino riesce a sopravvivere a questa purga (lo stesso che ha partorito Morgause), infatti esso verrà trovato e battezzato col nome di Mordred.

#### Ispirazione
Per il primo libro della sua opera Malory si ispirò:
- al poema Merlino di Robert de Boron;
- al ciclo della Post-Vulgata;
- il racconto di Balyn e Balan.

### 2° Libro (Caxton V)
L'apertura del secondo libro ci presenta Artù e il suo regno senza nemici. Il suo trono è sicuro e i suoi cavalieri, tra cui Griflet e Tor, nonché i nipoti di Artù Gawain e Ywain (figli rispettivamente di Morgause e Morgana) dimostrano il loro valore in varie battaglie e fantastiche missioni, come raccontato nel primo volume. Alla ricerca di più gloria, Artù e i suoi cavalieri vanno quindi in guerra contro il (fittizio) imperatore romano Lucio che ha appena chiesto alla Britannia di riprendere a pagare i tributi. Artù quindi lascia la sua corte nelle mani di Costantino di Cornovaglia e naviga verso la Normandia per incontrare suo cugino Hoel. Successivamente, la storia descrive in dettaglio la marcia di Artù su Roma attraverso Almaine (Germania) e l'Italia. Dopo una serie di battaglie che hanno portato alla grande vittoria su Lucio e sui suoi alleati e alla resa del Senato romano, Artù viene incoronato imperatore, assegnando ai suoi baroni le varie terre dell'impero romano da lui conquistate per poi infine tornare in Britannia. Ora Artù governa un territorio che si espande dalla Scozia fino al Medio Oriente.

#### Ispirazione
Per il secondo libro della sua opera Malory si ispirò:
- alla Alliterative Morte Arthure. (a sua volta fortemente basato sulla pseudo-cronaca di Goffredo di Monmouth, l'Historia Regum Britanniae).

### 3° Libro (Caxton VI)
Malory ci presenta la storia di Sir Lancillotto, un giovane principe orfano Gallico (perché suo padre il re Ban alleato di Artù viene ucciso), come il cavaliere più venerato di Artù attraverso numerose avventure a episodi, alcune delle quali presentate in maniera comica. Lancillotto aderisce sempre al giuramento pentecostale, assistendo le donne in difficoltà e concedendo pietà per i nemici onorevoli che ha sconfitto in combattimento. Tuttavia, il mondo in cui vive Lancillotto è troppo complicato per semplici mandati e, sebbene Lancillotto aspiri a vivere secondo un codice etico, le azioni degli altri lo rendono difficile. Altri problemi sono dimostrati quando Morgana incanta Lancillotto (Perché Morgana è diventata un'antagonista per l'invidia che prova verso suo fratello Artù), che riflette una femminilizzazione della magia, e in come l'importanza dei tornei di giostre in questo racconto indica uno spostamento dalla guerra sul campo di battaglia verso una forma di violenza più mediata e virtuosa.

#### Ispirazione
Per il terzo libro Malory si ispirò:
- ad alcune parti del Ciclo della Vulgata.

### 4° Libro (Caxton VII)
Il quarto volume tratta principalmente delle avventure del giovane Gareth ("Beaumains") nella sua lunga ricerca delle sorelle Lynette e Lioness. Il più giovane dei nipoti di Artù da Morgause e Lot, Gareth nasconde la sua identità di scudiero senza nome a Camelot per ottenere il suo cavalierato nel modo più onesto e onorevole.

#### Ispirazione
Sebbene questa particolare storia non sia direttamente basata su alcun testo esistente a differenza della maggior parte del contenuto dei volumi precedenti, assomiglia a vari romanzi arturiani su sir Gingalain.

### 5° Libro (Caxton VIII-XII)

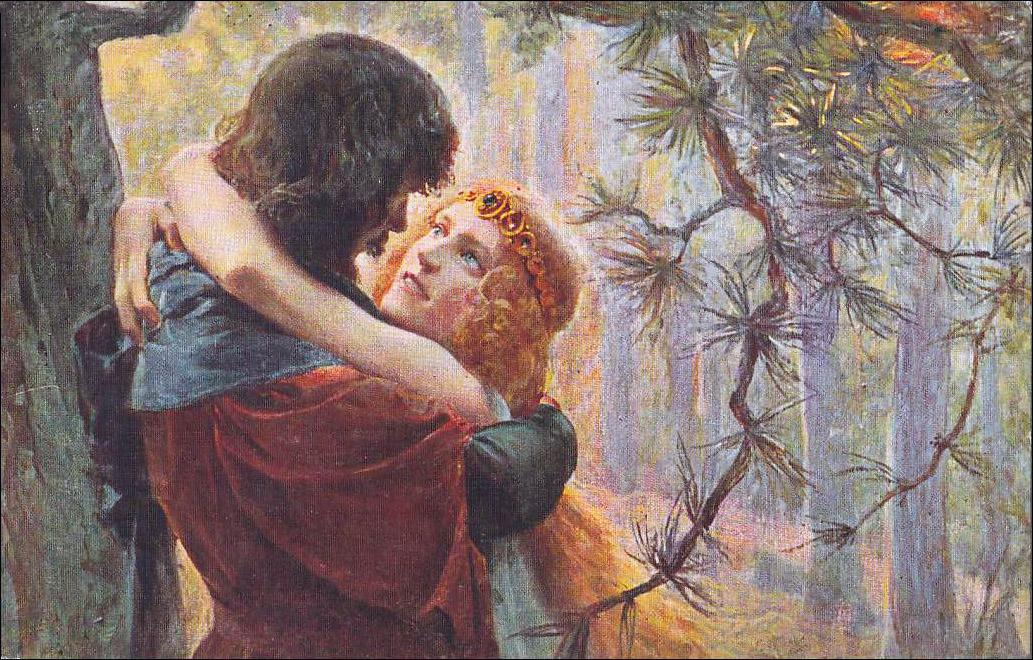
Tristano e Isotta di Gaston Bussière.

Malory ci presenta una raccolta dei racconti di Sir Tristan di Lyonesse (figlio di Meliodas), Sir Dinadan, Sir Lamorak, Sir Palamedes, Sir Alexander l'Orfano (giovane parente di Tristan rapito da Morgana), "il Cavaliere dalla cotta maltagliata" e una varietà di altri cavalieri. Dopo aver raccontato la nascita e l'infanzia di Tristano, il suo obiettivo principale è la relazione adultera e condannata tra Tristano e la Belle Isotta, moglie del suo malvagio zio Re Marco. Include anche la storia retrospettiva di come Sir Galahad sia nato da Sir Lancillotto e dalla principessa Elaine di Corbenic, seguito dagli anni di follia di Lancillotto.

#### Ispirazione
per il quinto libro malory si è ispirò:
- al Tristano in prosa;
- forse al perduto Sir Tristrem.

### 6° Libro (Caxton XIII-XVI)

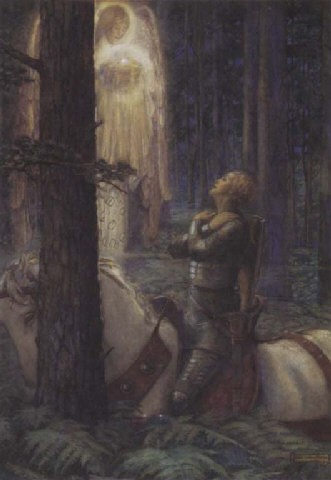
Sir Galahad di fronte al Graal, in una rappresentazione ad acquerello, dipinta da Maud Tindal Atkinson (1920 circa).

Malory racconta le avventure di molti cavalieri nella loro famosa ricerca spirituale per raggiungere il Santo Graal. Gawain è il primo a imbarcarsi nella ricerca del Graal. Anche altri cavalieri come Lancillotto, Percival e Bors il Giovane vanno alla ricerca, alla fine raggiunta da Galahad. Le loro imprese si mescolano con incontri con fanciulle ed eremiti che offrono consigli e interpretano i loro sogni lungo la strada.

#### Ispirazione
per il sesto libro malory si ispirò:
- di nuovo al Ciclo della Vulgata.

### 7° Libro (Caxton XVIII–XIX)

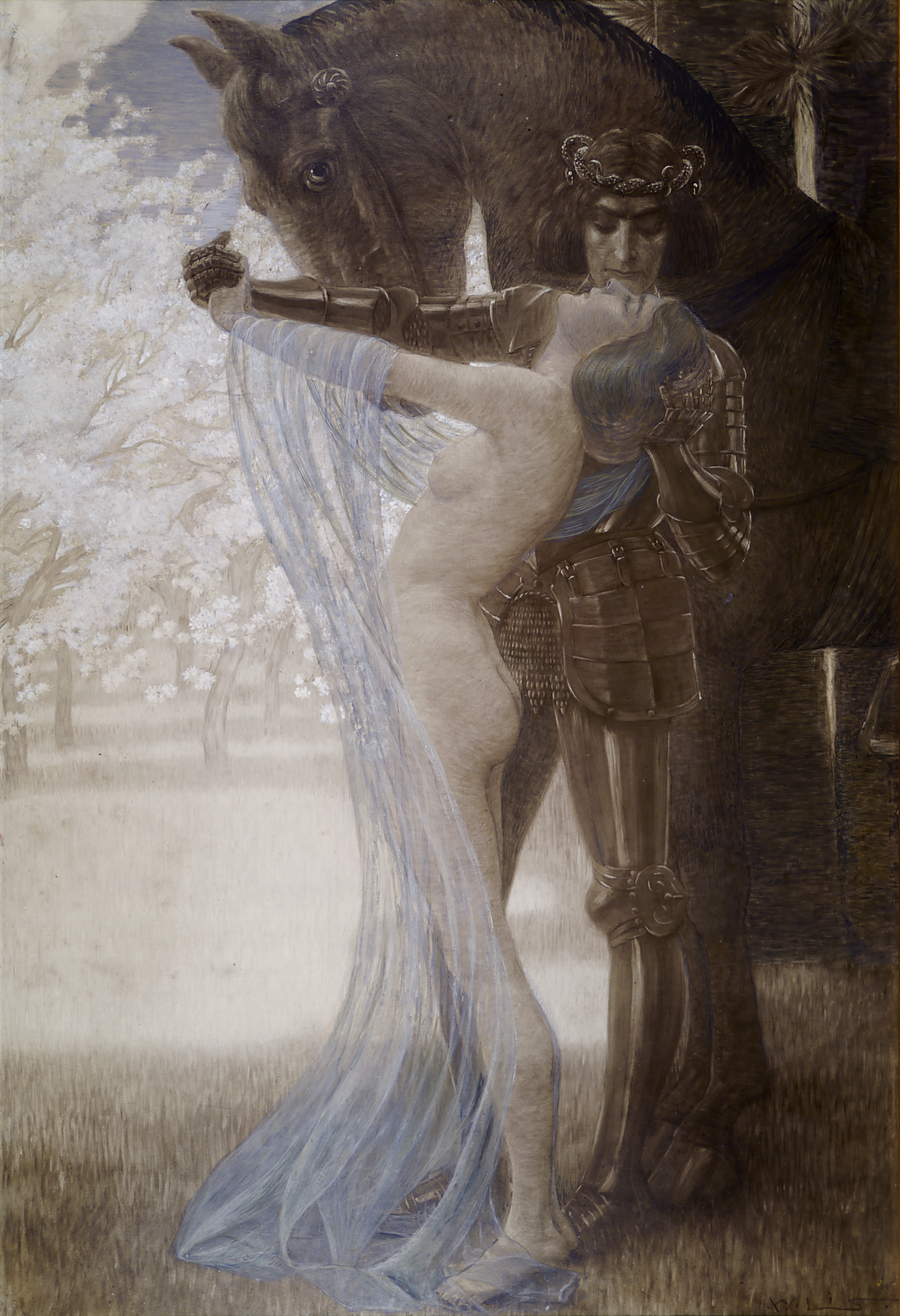
Ritter-und-Dame (Sir Lancelot und Guinevere) di Wilhelm List.

La storia continua con la storia d'amore di Lancillotto con Ginevra. Lancillotto completa una serie di prove per dimostrare di essere degno dell'amore della regina (ormai divenuta l'Imperatrice Romana di Artù), culminando nel suo salvataggio di lei dal rapimento da parte del cavaliere rinnegato Maleagant (questa è anche la prima volta che l'opera menziona esplicitamente l'adulterio sessuale della coppia).

#### Ispirazione
per il settimo libro malory si ispirò:
- ancora al Ciclo della Vulgata;
- a Lancillotto o il cavaliere della carretta;
- alcun storie su Elaine di Astolat.

### 8° Libro (Caxton XX–XXI)

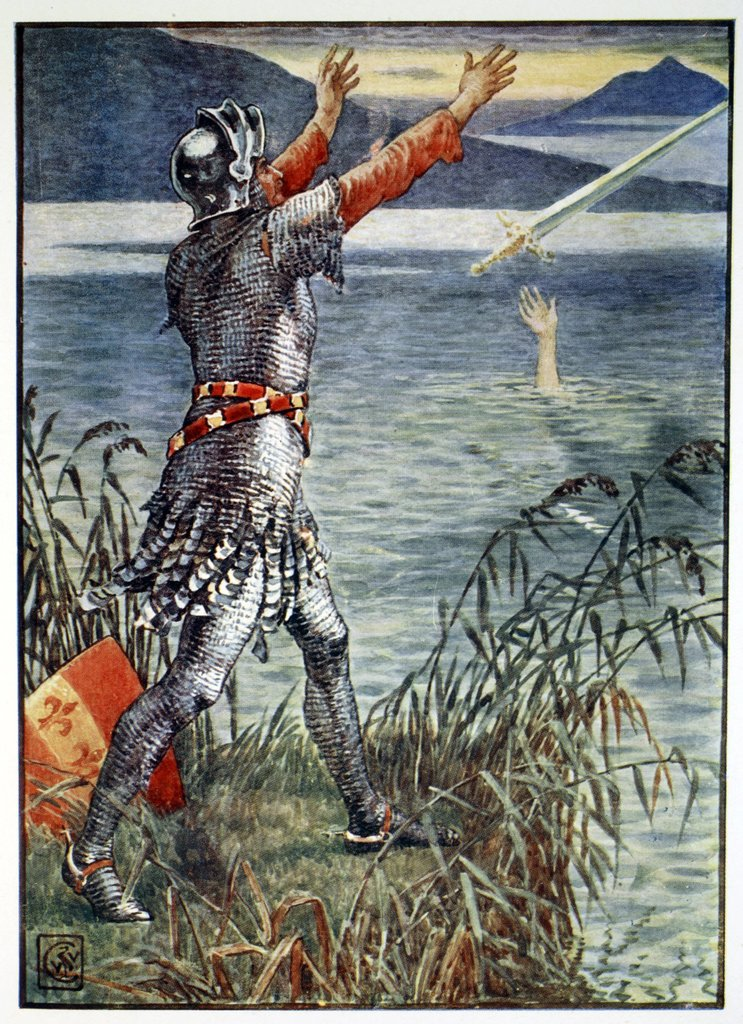
Uno dei cavalieri della Tavola Rotonda, Sir Bedivere, lancia la spada Excalibur nel lago, dove il braccio della Dama del Lago si protende per recuperarla. La didascalia recita: "arrivarono un braccio e una mano sopra l'acqua", disegnato da Walter Craine.

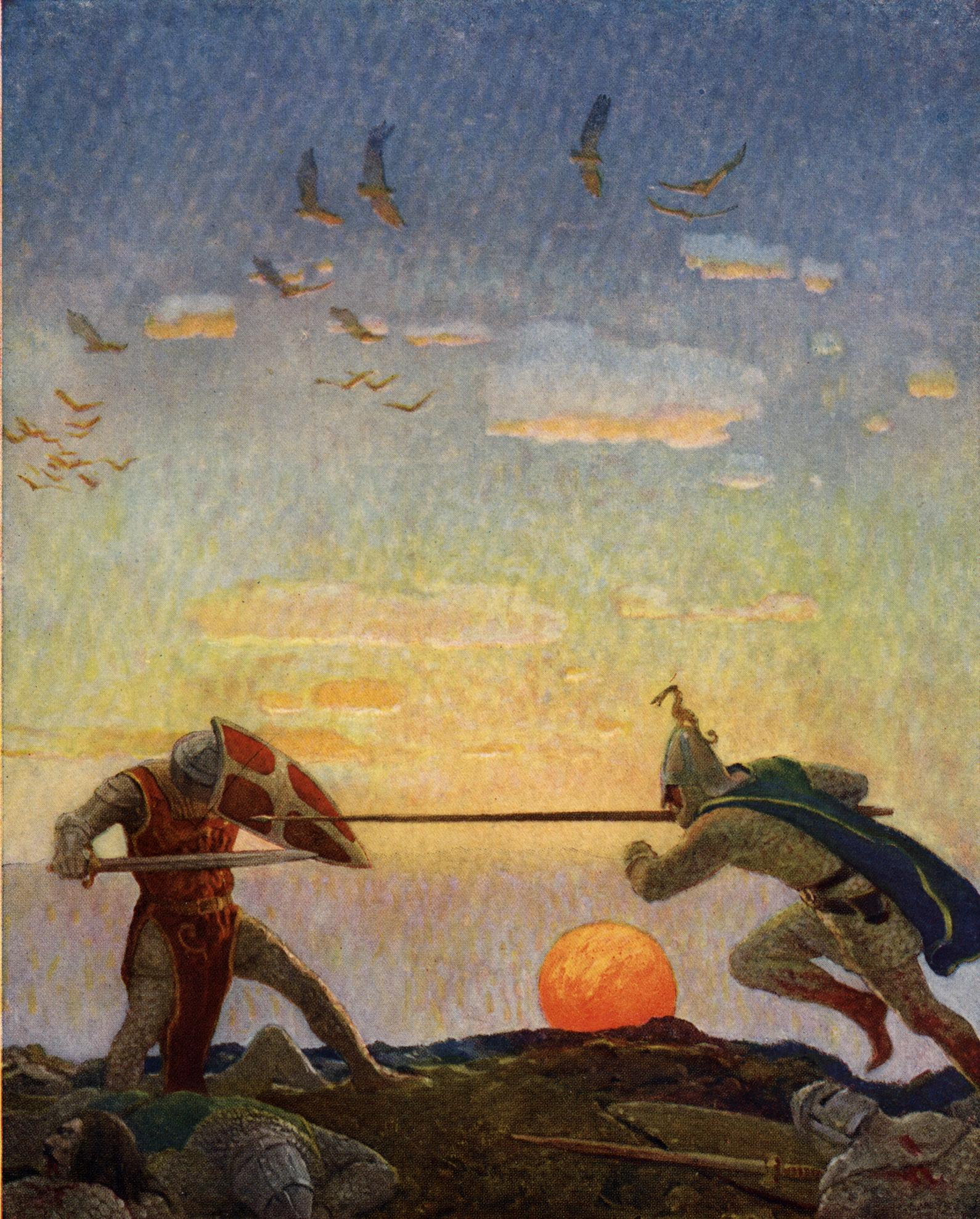
Illustrazione da pagina 306 di The Boy's King Arthur, cap. la morte di Arthur e Mordred: «Allora il re… corse verso Sir Mordred, piangendo: ‘Traditore, ora è arrivato il giorno della tua morte’»; rappresentazione di N. C. Wyeth.

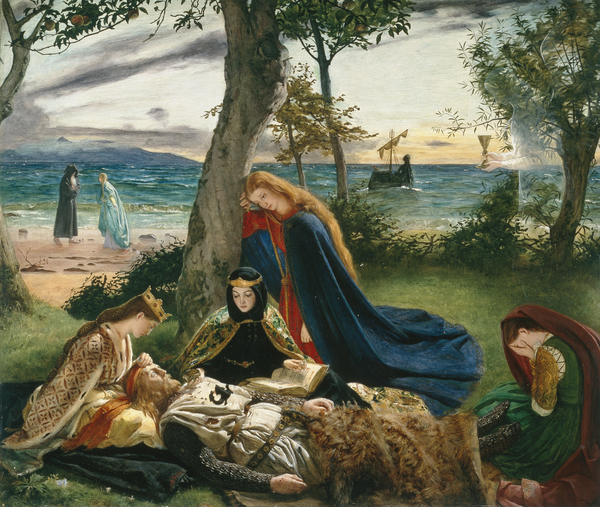
Artù morente che sta per essere imbarcato per l'isola di Avalon, quadro dipinto da James Archer (1860; Manchester, City Art Gallery).

Mordred (che ormai è diventato un cavaliere della tavola rotonda) e il suo fratellastro Agravain riescono a rivelare l'adulterio di Ginevra e Artù la condanna al rogo. La squadra di salvataggio di Lancillotto fa irruzione nell'esecuzione, uccidendo diversi fedeli cavalieri della Tavola Rotonda, inclusi i fratelli di Gawain, Gareth e Gaheris. Gawain, deciso a vendicarsi, spinge Artù in una lunga e aspra guerra con Lancillotto. Dopo aver lasciato la Britannia per inseguire Lancillotto in Francia (o per meglio dire la Gallia), dove Gawain è ferito a morte in un duello con Lancillotto (e poi finalmente riconciliato con lui sul letto di morte), Mordred si impadronisce del trono e prende il controllo dell'impero di Artù. Nella sanguinosa battaglia finale a Camlan tra i seguaci di Mordred e i restanti lealisti di Artù in Britannia, Artù uccide Mordred ma è lui stesso gravemente ferito. Mentre Artù sta morendo, l'unico cavaliere sopravvissuto Bedivere come ordinato dal suo imperatore getta Excalibur alla Dama del Lago, poi Morgana (pentitasi dei suoi crimini) e Nimue vengono a portano il morente Artù con una barca nell'isola di Avalon. dove verrà sepolto, con la sua pietra tombale che recita:
Dopo la morte dell'imperatore, a cui succede Costantino di Cornovaglia, Malory fornisce un epilogo sulle successive morti di Bedivere, Ginevra e Lancillotto e dei suoi parenti.

#### Ispirazione
per l'ottavo libro malory si ispirò:
- ancora al Ciclo della Vulgata;
- lo Stanzaic Morte Arthur.

## Versioni moderne e adattamenti

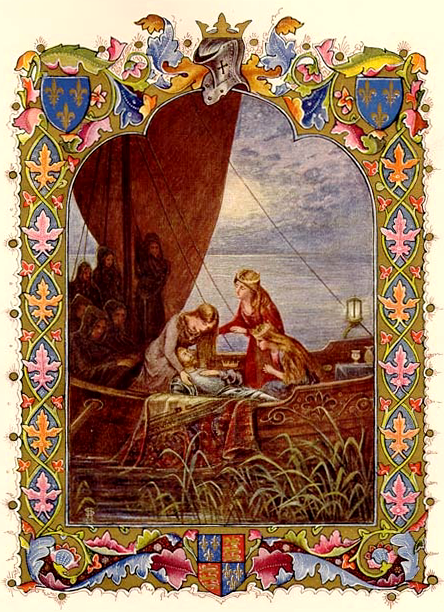
Artù viene portato ad Avalon nell'illustrazione di Albert Sangorski del 1912, per la poesia di lord Tennyson Morte di Artù.

Dopo quasi due secoli dall'ultima stampa, l'anno 1816 vide una nuova edizione di Alexander Chalmers, illustrata da Thomas Uwins (come The History of the Renowned Prince Arthur, King of Britain; with His Life and Death, and All His Glorious Battles. Likewise, the Noble Acts and Heroic Deeds of His Valiant Knights of the Round Table), così come un altro di Joseph Haslewood (come La Mort D'Arthur: The Most Ancient and Famous History of the Renowned Prince Arthur and the Knights of the Round Table), entrambe basate sull'edizione Stansby del 1634. Subito dopo, l'edizione di William Upcott, basata direttamente sulla copia Morgan ritrovata della prima versione cartacea, fu pubblicata nel 1817 insieme all'introduzione e alle note di Robert Southey, compresi i riepiloghi del materiale francese originale dal ciclo della Vulgata. Divenne poi la base per le successive edizioni fino alla scoperta nel 1934 del Manoscritto di Winchester.
Le edizioni modernizzate aggiornano l'ortografia del tardo inglese medio, aggiornando alcuni pronomi e ripunteggiando e riparagrafando il testo. Altri aggiornano inoltre il ritmo della sintassi e il vocabolario all'inglese moderno contemporaneo. La seguente frase (dalla prefazione di Caxton, indirizzata al lettore) è un esempio scritto in inglese medio e poi in inglese moderno:
Doo after the good and leve the evyl, and it shal brynge you to good fame and renomme. (Fai del bene e lascia il male, e questo ti porterà a una buona fama e rinomanza).
Dal revival arturiano del XIX secolo, ed essendo il romanzo di Malory il racconto sul ciclo arturiano più completo e più apprezzato di sempre, ci sono state numerose ripubblicazioni moderne, rivisitazioni e adattamenti di "Le Morte d'Arthur". Alcuni di essi sono elencati di seguito:
- Il libro di Malory ha ispirato la poesia incompiuta di Reginald Heber Morte D'Arthur. Un frammento di esso fu pubblicato dalla vedova di Heber nel 1830.[28]
- Il poeta vittoriano Alfred Tennyson ha raccontato le leggende nel volume di poesie Idylls of the King (1859 e 1885). Il suo lavoro è incentrato su Le Morte d'Arthur e il Mabinogion, con molte espansioni, integrazioni e diversi adattamenti, come il destino di Ginevra (per Malory, viene condannata all'incendio sul rogo ma viene salvata da Lancillotto; negli Idylls, Ginevra fugge in convento, viene perdonata da Artù, si pente e presta servizio in convento fino alla morte).
- James Thomas Knowles pubblicò Le Morte d'Arthur come Le leggende di re Artù e dei suoi cavalieri nel 1860. Originariamente illustrato da George Housman Thomas, è stato successivamente illustrato da vari altri artisti, tra cui William Henry Margetson e Louis Rhead. L'edizione del 1912 è stata illustrata da Lancelot Speed, che in seguito ha anche illustrato "King Arthur and the Knights of the Round Table" di Rupert S. Holland del 1919, basato su Knowles con l'aggiunta di materiale del XII secolo Perceval, la storia del Graal.
- Nel 1880, Sidney Lanier pubblicò una versione molto epurata intitolata The Boy's King Arthur: Sir Thomas Malory's History of King Arthur and His Knights of the Round Table, Edited for Boys,[29] un adattamento per bambini molto popolare, originariamente illustrato da Alfred Kappes. Una nuova edizione con illustrazioni di N. C. Wyeth fu pubblicata per la prima volta nel 1917. Questa versione fu successivamente incorporata nella serie di libri di Grosset and Dunlap chiamata Illustrated Junior Library e ristampata con il titolo King Arthur and his Knights of the Round Table (1950).[30]
- Nel 1892, l'editore londinese J. M. Dent ha prodotto un'edizione illustrata di Le Morte Darthur con l'ortografia moderna, con illustrazioni di un impiegato di un ufficio assicurativo di 20 anni e studente d'arte Aubrey Beardsley. Fu pubblicato in 12 parti tra il giugno 1893 e la metà del 1894 e riscosse solo un modesto successo, ma in seguito fu descritto come il primo capolavoro di Beardsley, lanciando quello che è diventato noto come il "look Beardsley".[31] Fu la prima grande commissione di Beardsley e comprendeva quasi 585 aperture di capitoli, bordi, iniziali, ornamenti e illustrazioni a piena o doppia pagina. La maggior parte delle illustrazioni dell'edizione Dent sono state ristampate da Dover Publications nel 1972 con il titolo Beardsley’s Illustrations for “Le Morte Darthur”. Un facsimile dell'edizione Beardsley, completo del testo integrale di Malory, è stato pubblicato negli anni '90.[32]
- Il popolare adattamento per bambini di Mary MacLeod King Arthur and His Noble Knights: Stories From Sir Thomas Malory's Morte D'Arthur fu pubblicato per la prima volta con illustrazioni di Arthur George Walker nel 1900 e successivamente ristampato in varie edizioni e in estratti nelle riviste per bambini.
- Beatrice Clay ha scritto una rivisitazione inclusa per la prima volta nelle sue "Storie da Le Morte Darthur e il Mabinogion" (1901). Una versione rinominata, Storie di re Artù e la tavola rotonda (1905), presenta illustrazioni di Dora Curtis.[33]
- Nel 1902, Andrew Lang pubblicò The Book of Romance, una rivisitazione di Malory illustrata da Henry Justice Ford. Nell'edizione del 1909 fu ribattezzato Tales of King Arthur and the Round Table.
- Howard Pyle ha scritto e illustrato una serie di quattro libri: The Story of King Arthur and His Knights (1903), The Story of the Champions of the Round Table  (1905), The Story of Sir Launcelot and His Companions (1907) e The Story of the Graal and the Passing of King Arthur (1910). Piuttosto che raccontare le storie come scritte, Pyle ha presentato le sue versioni di episodi selezionati arricchiti con altri racconti e la sua stessa immaginazione.
- Un altro adattamento per bambini, King Arthur's Knights: The Tales Retold for Boys and Girls di Henry Gilbert, fu pubblicato per la prima volta nel 1911, originariamente illustrato da Walter Crane. Molto popolare, fu ristampato molte volte fino al 1940, includendo anche illustrazioni di altri artisti come Frances Brundage e Thomas Heath Robinson.
- Alfred W. Pollard pubblicò un'edizione ridotta di Malory nel 1917, illustrata da Arthur Rackham. Pollard in seguito pubblicò anche una versione completa in quattro volumi nel periodo 1910-1911 e in due volumi nel 1920, con illustrazioni di William Russell Flint.

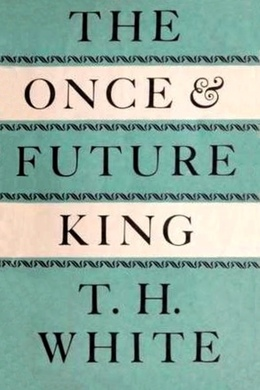
The once and Future King di T. H. White, famosa rivisitazione del romanzo di Malory.

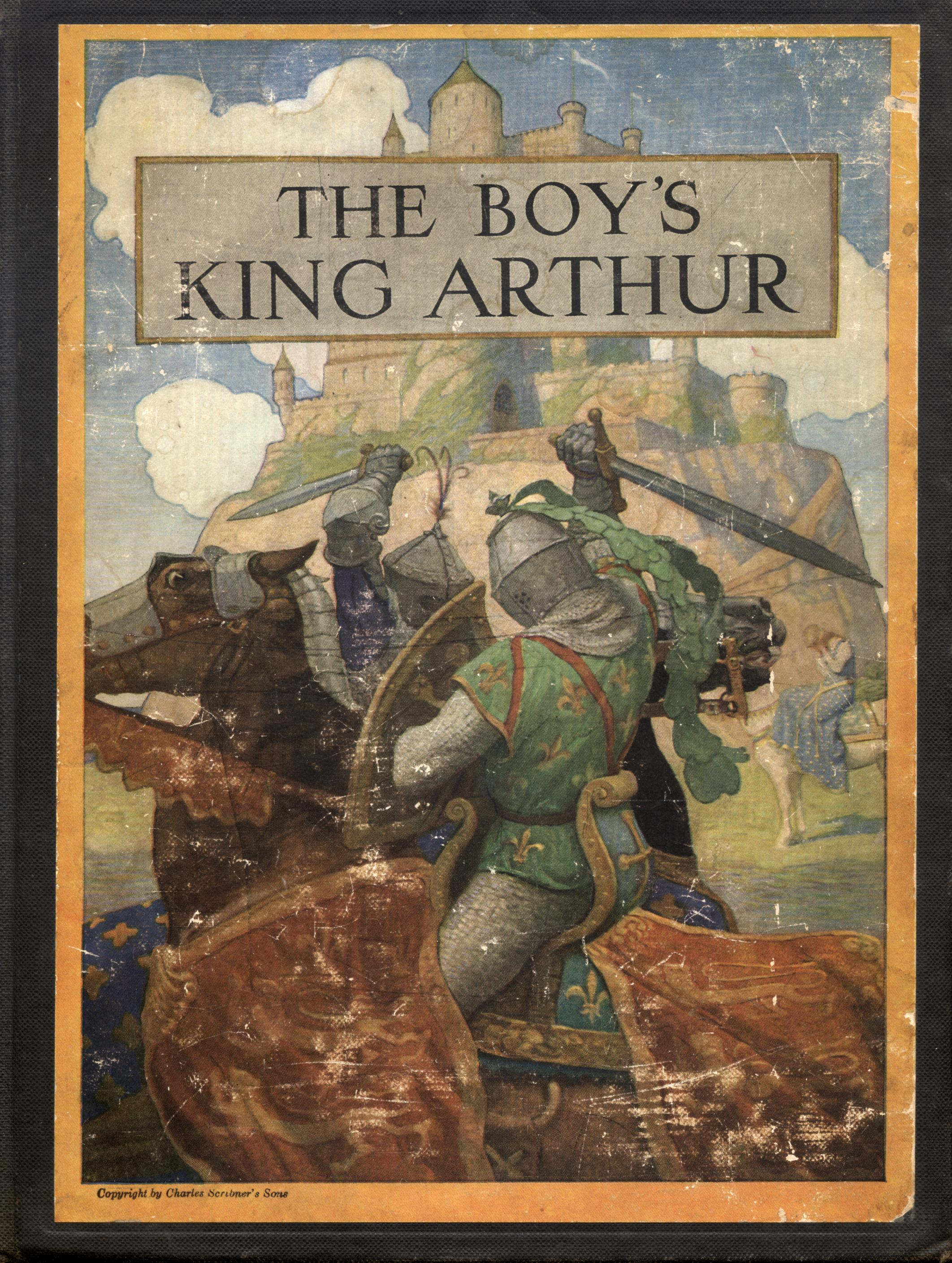
L'illustrazione di copertina di N. C. Wyeth per il libro di Sidney Lanier The Boy's King Arthur (1917).

T. H. White pubblicò The Once and Future King (1938–1977), una famosa e influente rivisitazione del lavoro di Malory. White ha riscritto la storia a modo suo. La sua interpretazione contiene anacronismi intenzionali e ovvi e commenti sociopolitici su questioni contemporanee. White ha reso Malory stesso un personaggio e gli ha conferito la massima lode. Lo stesso Walt Disney trasse la trama del famoso cartone animato La spada nella roccia da questo libro.
- L'edizione ridotta di Malory del 1910-1911 di Pollard ha fornito la base per il libro di John W. Donaldson del 1943 Arthur Pendragon of Britain. È stato illustrato dal figlio di N. C. Wyeth: Andrew Wyeth.
- Roger Lancelyn Green e Richard Lancelyn Green pubblicarono King Arthur and His Knights of the Round Table nel 1953.
- La rivisitazione del fumetto di Alex Blum I cavalieri della tavola rotonda è stata pubblicata nella serie Classics Illustrated nel 1953.
- John Steinbeck ha utilizzato i manoscritti Winchester di Thomas Malory e altre fonti come testo originale per il suo The Acts of King Arthur and His Noble Knights. Questa rivisitazione era destinata ai giovani ma non è mai stata completata. È stato pubblicato postumo nel 1976 come «Il libro di Re Artù e dei suoi nobili cavalieri della tavola rotonda».
- Walker Percy ha accreditato la sua lettura d'infanzia di The Boy's King Arthur per il suo romanzo Lancelot (1977).
- Thomas Berger ha descritto il suo romanzo del 1978 Arthur Rex come il suo ricordo della "versione infantile" di Elizabeth Lodor Merchant che iniziò il suo fascino nella leggenda arturiana nel 1931.
- Excalibur, un film britannico del 1981 diretto, prodotto e co-scritto da John Boorman, racconta Le Morte d'Arthur, con alcune modifiche alla trama e al destino di alcuni personaggi (come la fusione di Morgause con Morgana, che muore in questa versione).
- Il film del 1983 di Marion Zimmer Bradley The Mists of Avalon racconta Le Morte d'Arthur da una prospettiva femminista neopagana.
- Nel 1984, il finale della storia di Malory è stato trasformato da John Barton e Gillian Lynne in un BBC2 non parlante (che presenta solo la narrazione di Malory e il muto attori) fiction televisiva, dal titolo semplicemente Le Morte d'Arthur.
- Emma Gelders Sterne, Barbara Lindsay, Gustaf Tenggren e Mary Pope Osborne hanno pubblicato King Arthur and the Knights of the Round Table nel 2002.
- L'adattamento a fumetti di Jeff Limke e Tom Yeates di una parte del Libro I di Malory è stato pubblicato come King Arthur: Excalibur Unsheathed nel 2006, seguito da Arthur & Lancelot: The Fight for Camelot nel 2007.
- Il romanzo del 2008 di Castle Freeman Jr. Go with Me è una rivisitazione moderna del Tale of Sir Gareth di Malory.[35][36]
- Nel 2009, Dorsey Armstrong ha pubblicato una traduzione in inglese moderno incentrata sul manoscritto di Winchester piuttosto che sull'edizione Caxton.
- Il romanzo del 2010 di Peter Ackroyd La morte di re Artù è una rivisitazione in inglese moderno di Le Morte d'Arthur.[37]
- J. R. R. Tolkien scrisse un poema intitolato La caduta di Artù.